# توهو و بوهو

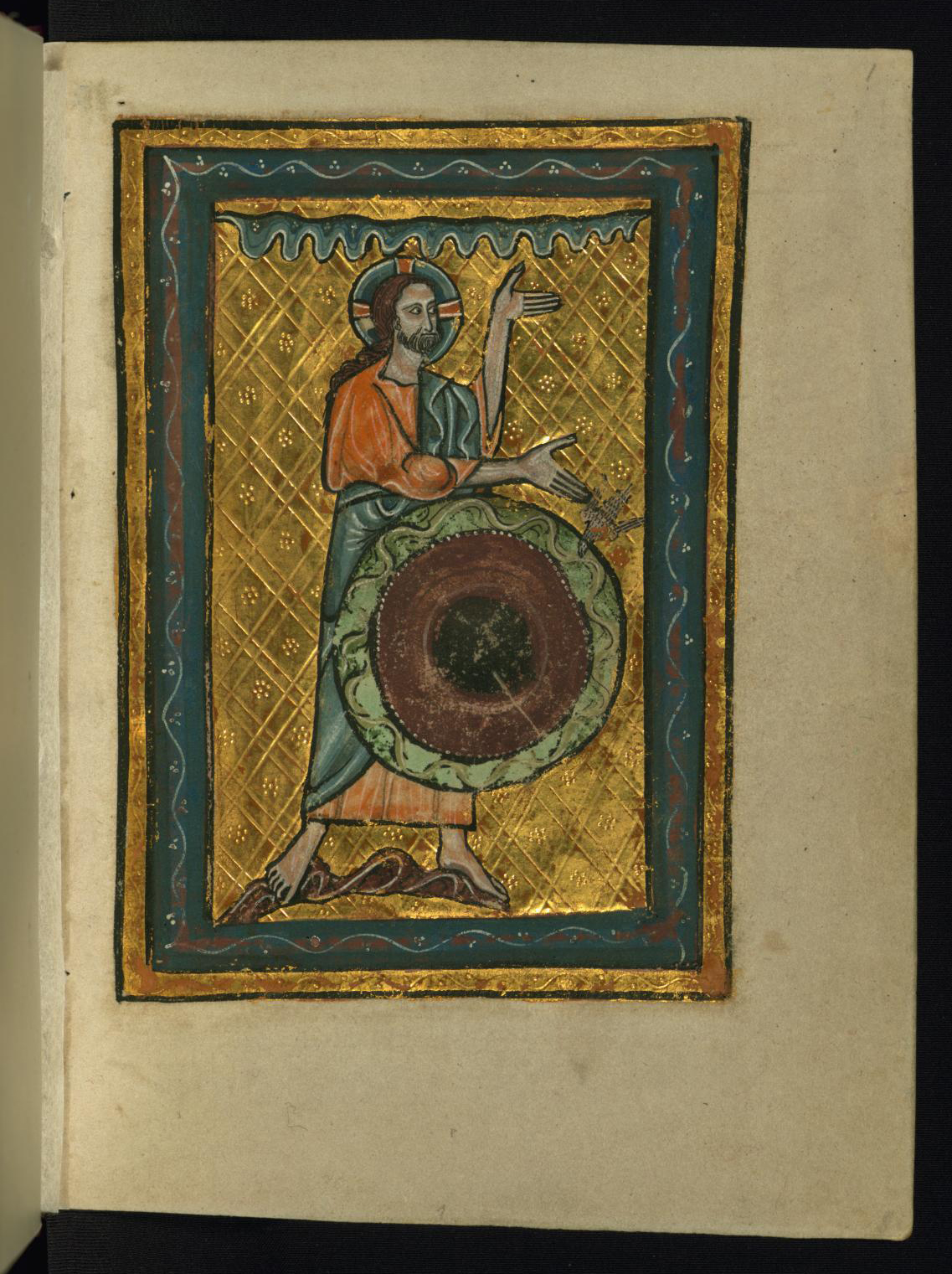
مینیاتوری از دو روز اول خلقت (جدایی نور و تاریکی؛ جداسازی آبهای اولیه توسط فلک)، ویلیام دی بریلز (حدود ۱۲۵۰ میلادی)

توهو و بوهو یا توهو ووهو (תֹהוּ וָבֹהוּ ṯōhū wā-ḇōhū یک عبارت عبری کتاب مقدس است که در روایت کتاب پیدایش یافت می‌شود (پیدایش ۱:۲) که وضعیت زمین (ارض) را بلافاصله قبل از خلقت نور در پیدایش ۱:۳ توصیف می‌کند.
تفاسیر متعددی از این عبارت توسط منابع مختلف کلامی انجام شده‌است. ترجمه این عبارت در نسخه کینگ جیمز «بدون شکل و باطل» است، که مطابق با هفتادگانی ἀόρατος καὶ ἀκατασκεύαστος، «غیب و شکل نیافته» است.

## متن
וְהָאָ֗רֶץ הָיְתָ֥ה תֹ֙הוּ֙ וָבֹ֔הוּ וְחֹ֖שֶׁךְ עַל־פְּנֵ֣י תְהֹ֑ום וְר֣וּחַ אֱלֹהִ֔ים מְרַחֶ֖פֶת עַל־פְּנֵ֥י הַמָּֽיִם— Genesis 1:2, Westminster Leningrad Codex
و زمین بدون شکل و فرم بود و تاریکی بر روی سطح اعماق مستقر شده بود و روح خدا بر روی آبها حرکت می‌کرد.— پیدایش 1:2, New International Version
کلمات توهو و بوهو نیز در اشعیا 34:11 به موازات یکدیگر دیده می‌شوند که نسخه کینگ جیمز آن را با کلمات «گیج» و «تهی» ترجمه می‌کند.
این دو کلمه عبری با املای tohuw و bohuw سگولات (جفت) هستند. ترجمه عبری tohuw به «هدر رفتن، چیزی که ویران می‌شود، بیابان، پوچی، بیهودگی، هیچ چیز» است. توهو اغلب در کتاب اشعیا به معنای «بیهودگی» به کار می‌رود، اما بوهو در هیچ جای دیگری در کتاب مقدس عبری دیده نمی‌شود (خارج از پیدایش ۱:۲، قطعه اشعیا ۳۴:۱۱ که در بالا ذکر شد، و در ارمیا. ۴:۲۳، که اشاره ای به پیدایش ۱: ۲ است، استفاده از آن در کنار tohu صرفاً جناس است، و ترجمه معادل «پوچی، پوچی» داده شده‌است.

## تعبیر ربانی

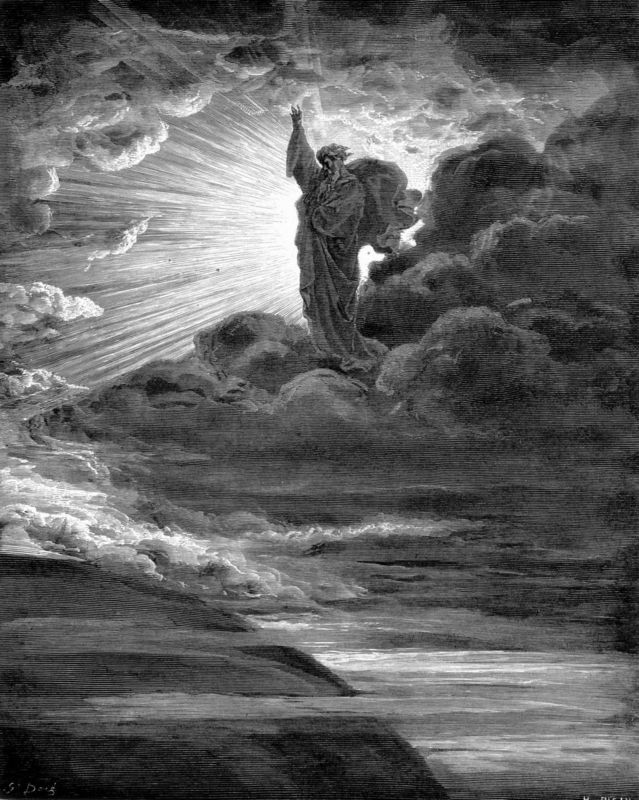
خلقت نور

در اوایل دوره خاخامها، این آیه محل مناقشه در مورد سؤال خلقت از هیچ بود. در پیدایش رابه ۱:۱۴، خاخام آکیوا دیدگاه‌های عارفانه و دیگر بدعت‌ها را رد می‌کند که ماده از ابتدا وجود داشته‌است و اینکه خدا به تنهایی جهان را خلق نکرده‌است. در پیدایش رابه ۲:۲، حاخام‌ها اباهو و یهودا ب. شمعون تشبیهاتی را ارائه می‌دهد که در آنها توهو وا-بوهو به معنای «گیج و مبهوت» (از نظر ذهنی بی‌شکل و خالی) است که اشاره دارد به سردرگمی زمین پس از ایجاد همزمان با آسمان‌ها در پیدایش ۱: ۱ و اینکه اکنون بلافاصله نقش پایین‌تری ایفا می‌کند.
ابراهیم بر حیا (قرن دوازدهم) اولین کسی بود که توهو و بوهو در پیدایش ۱:۲ را به معنای «ماده» و «شکل» تفسیر کرد و همین ایده در بهیر ۲٫۹–۱۰ آمده‌است.
 یسود حپاشوت ("عنصر ساده") احتمالاً مرتبط با این مفهوم در کابالا است، که در آن "همه چیز به عنوان یکی، بدون تمایز متحد است".

## استفاده در فرهنگ مدرن
این عبارت در قسمت جلوی آلبوم موسیقی گاد اسپید یو! امپراتور سیاه با اشاره به  ارمیا ۴:۲۳ درج شده‌است. ارمیا ۴:۲۳–۲۷ نیز در پشت جلد آلبوم نشان داده شده‌است.